# Puente ferroviario Toltén
El puente ferroviario Toltén (o también conocido como puente Toltén), es un puente colgante inaugurado en 1898 de uso ferroviario que se halla sobre el río Toltén, en el límite de las comunas de Pitrufquén y Freire, en la Provincia de Cautín, Región de la Araucanía de Chile. Tiene un largo de 450 metros y es la única conexión de la línea de trenes entre la IX región con el resto de la zona sur del país.

## Historia
Debido a la extensión de la línea ferroviaria central del país hacia su extremo sur, se deben construir puentes para sortear los ríos que se hallan en abundancia en la zona. Las obras de ingeniería encomendadas a Gustave Verniory por el presidente José Manuel Balmaceda lo llevan a desarrollar sus trabajos hasta Toltén; sin embargo, luego de revueltas producidas por la Guerra Civil de 1891, el panorama nacional y del trabajo de extensión de las vías hacia el sur del país son transformadas: en junio de 1895 acepta ser el contratista para la construcción del ferrocarril Temuco - Pitrufquén. Con el inicio de las obras de terraplenes entre el río Quepe y el río Toltén durante 1897, las vías llegan al extremo norte del futuro puente Toltén, en junio de 1897. En agosto de 1897 comienzan los trabajos en el lecho del río para instalar los pilones del futuro puente. Luego de las instalaciones de los pilones, se mandan a traer desde Santiago las estructuras metálicas que serán apoyadas en los pilones. El puente termina de ser montado en octubre de 1898 (el 10 de octubre termina de ser pintado). Esta es la última gran obra que se realiza para poder entregar al gobierno el ferrocarril Temuco - Pitrufquén.

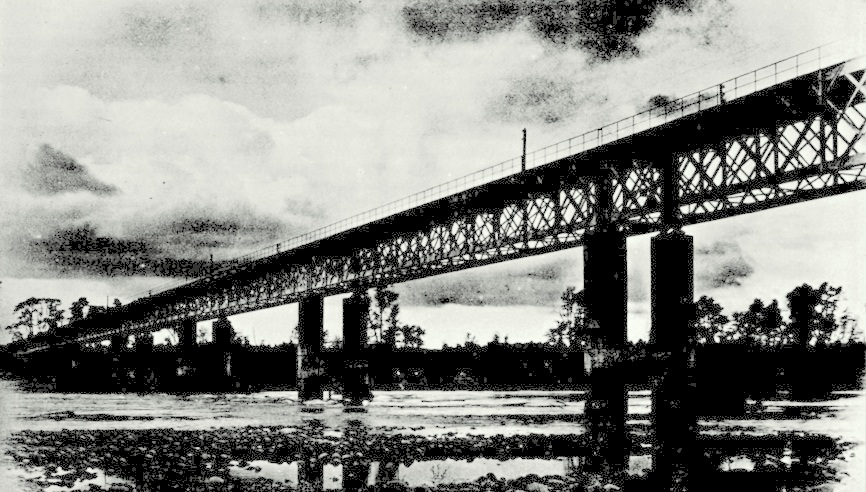
Puente Toltén en 1903

A la inauguración del puente el 13 de noviembre de 1898 asiste el presidente Federico Errázuriz Echaurren, el ministro de Guerra y Marina Carlos Palacios Zapata, militares y la población de la zona.
Las intenciones de extensión de la línea del tren desde Pitrufquén hasta Loncoche, las cuales son consolidadas en 1902.
Desde entonces ha sido un puente de relevancia por el cual se conecta a la población del extremo sur del país con el resto de la zona centro-sur.
Desde 1994 la empresa Ferrocarril del Pacífico (FEPASA) tiene el contrato de uso de vías para transporte de carga, pudiendo desplazarse desde La Calera hasta Puerto Montt, haciendo uso del puente. En cuanto al transporte de pasajeros, luego de la decadencia del servicio de trenes durante la segunda mitad del siglo XX, el año 2005 se abrió el servicio Regional Victoria-Puerto Montt, pero el servicio fue acortado hasta Temuco a finales de 2006.

### Accidente ferroviario y colapso
El 18 de agosto de 2016, un tren de carga de 700 metros de largo con 40-50 vagones enganchados, contenedores de cloruro de sodio, petróleo y soda caústica, transitaba sobre el puente, cuando la parte central de este colapsó, cayendo al río junto con 7 vagones. El resto de los vagones junto a los operarios del tren salieron ilesos.
Los vagones  se rompieron, lo que conllevó a que  se liberara toda la carga de químicos al río. Pero el puente cortado ha impedido el transporte férreo desde el extremo sur del país.
El aquel entonces intendente de la región de la Araucanía, Miguel Hernández Saffirio, responsabilizó a EFE por la tardía extracción de los vagones en el río.
En octubre de 2017 comenzaron las obras de reconstrucción del puente, y se espera que la reconstrucción del puente termine durante el segundo semestre de 2018.
Los restos del puente fueron dispuestos a remate en diciembre de 2016.

### Reconstrucción y reapertura
El viernes 18 de diciembre de 2020 se inauguró oficialmente el puente luego de sus trabajos de reconstrucción que tomaron cerca de cuatro años; las obras de reconstrucción costaron cerca de 20 600 millones de pesos. El puente fue abierto para su uso junto con el puente ferroviario Cautín que también sufrió su caída debido a fuertes precipitaciones en 2018.

## Características
El puente se encuentra ubicado en el punto kilométrico 717 de la Línea Central Sur de FEPASA (perteneciente al grupo EFE). Su borde norte se encuentra a aproximadamente 3 km de la estación Freire, mientras que su extremo sur se halla a aproximadamente 1 km de la estación Pitrufquén.
El puente posee un largo de 450 m, poseyendo 9 vanos de 45 m cada uno; el metal de la estructura es enrejado metálico atirantado, con un sistema de refuerzos basados en marcos, tirante y contrapesos. La estructura se encuentra apoyada sobre 8 pilonas (cepas) y 2 estribos. Tiene 12 m de ancho, y la trocha del tren de 1676 mm. 
Se halla a 20 metros por sobre el cauce del río Toltén.
Hasta 2016, el puente presentaba señales de fatiga de materiales, corrosión por la oxidación y moho, además de problemas en los pilares de soporte.